# 弗拉迪米尔·哈加拉
弗拉迪米尔·哈加拉（1943年11月7日—2015年5月24日），斯洛伐克男子足球运动员，司职后卫。他曾代表捷克斯洛伐克国家队参加1970年国际足联世界杯，结果队伍止步小组赛阶段。